# Toma (apostol)

„Toma-Necredinciosul” într-o pictură de Michelangelo Merisi da Caravaggio

Apostolul Toma (n. secolul I d.Hr., Galileea, Districtul de Nord, Israel – d. 3 iulie 72 d.Hr., Mylapore⁠(d), India Britanică, India) a fost unul dintre cei 12 apostoli ai lui Isus Hristos. Apostolul Toma este menționat în Evanghelii: Matei 10:3; Marcu 3:18; Luca 6:15. 
A fost poreclit „Toma-Necredinciosul”, precum și „Toma-Dydimus” („Toma-Geamănul”). 
După unii ar fi fost originar din orașul grec Didyma (azi Didim în Turcia), după alții ar fi fost frate cu Iisus (în acest caz el ar fi Iuda-Toma, unul dintre cei 4 copii ai lui Iosif, tatăl lui Iisus). 
Se zice că ar fi întreprins o lungă călătorie misionară, ajungând în ținutul parților și în India de sud, unde a murit fiind străpuns cu o lance. 
Relicvele sale ar fi păstrate în orașul Edessa (azi Urfa în Turcia).